# Мамай (Абайская область)
Мамай (каз. Мамай) — село в Кокпектинском районе Абайской области Казахстана. Входит в состав Карагандыкольского сельского округа. Код КАТО — 635047300.

## Население
В 1999 году население села составляло 435 человек (223 мужчины и 212 женщин). По данным переписи 2009 года, в селе проживал 381 человек (206 мужчин и 175 женщин).